# انجمن خون‌شناسی آمریکا

American society of hematology logo

انجمن خون‌شناسی آمریکا (به انگلیسی: American Society of Hematology یا ASH) یک سازمان حرفه‌ای شامل نمایندگان خون‌شناسی می‌باشد. این انجمن در سال ۱۹۵۸ پدید آمد و جلسات آن هر ساله در ماه دسامبر میلادی و با شرکت بیش از ۲۰۰۰۰ شرکت‌کننده از سراسر جهان برگزار می‌شود. نشریه خون که پر خواننده‌ترین نشریه پیرامون خون‌شناسی می‌باشد، نخستین بار توسط ویلیام دیمشک یکی از نخستین و برجسته‌ترین اعضای این انجمن و سرپرست آن (در سال ۱۹۶۴) ، در سال ۱۹۴۶ منتشر گشت.
نخستین نشست انجمن در شهر آتلانتیک سیتی، نیوجرسی، در سال ۱۹۵۸ و پیرامون بحث دربارهٔ آینده و برنامه‌های این انجمن در زمینه خون‌شناسی و یافتن راهکارهای ممکن برای یافتن درمان برای بیماری‌های خونی بود.
هم اکنون مرکز اصلی این انجمن در واشینگتن، دی.سی. می‌باشد و تا سال ۲۰۱۵ این انجمن دارای حدود ۱۵۰۰۰ عضو ثابت می‌باشد.